# Mulleres
Mulleres lub Tuc de Mulleres – szczyt w Pirenejach. Leży w Hiszpanii, w prowincji Huesca, w regionie Aragonia, przy granicy z Francją. Należy do podgrupy "Benasque" w Pirenejach Centralnych.